# Hans Mayer
Hans Mayer (Colònia, 1907 - Tubinga, nit dels dies 18 i 19 de maig de 2001) fou intel·lectual que es dedicà a la crítica literària de la literatura alemanya. Del 1948 fins a 1963 fou professor d'Història de la Literatura a la Universitat de Leipzig.